# Aging & Society
Aging & Society es una revista científica mensual revisada por pares que cubre la gerontología desde una perspectiva sociológica . Fue establecida en 1981, publicada por Cambridge University Press . La editora en jefe es Christina R. Victor ( Universidad de Brunel ). Según Journal Citation Reports , la revista tiene un factor de impacto de 1,62 en 2017, lo que la sitúa en el puesto 17 entre 36 revistas en la categoría "Gerontología".
Según Academic-accelerator , la revista tiene un factor de impacto de 2,786 para el período 2021-2022.

## Métricas de revista
2022
- Web of Science Group : 2.786
- Índice h de Google Scholar: 88
- Scopus: 2.989